# Idionyx philippa
Idionyx philippa là loài chuồn chuồn trong họ Synthemistidae. Loài này được Ris mô tả khoa học đầu tiên năm 1912.